# Kacper Stokowski
Kacper Stokowski (Varsó, 1999. január 6. –) lengyel úszó.

## Élete
2015 júliusában, a Tbilisziben megrendezett XIII. nyári európai ifjúsági olimpiai fesztiválon két harmadik helyett szerzett, egyet 100 méter háton, egyet pedig a férfi 4 × 100 méteres vegyesváltóval.
2016-ban Hódmezővásárhelyen, a 43. Aréna junior úszó-Európa-bajnokság 200 méter gyors fináléjában aranyérmet szerzett, csakúgy mint a férfi 4 × 200 méteres gyorsváltóval. Ugyanitt, a férfi 4 × 100 méteres gyorsváltóval a dobogó harmadik fokára állhatott fel. Egy évvel később Netánjában, a 100 méter hát fináléját aranyéremmel zárta, akárcsak a 4 × 100 méteres gyorsváltóban.
2017-ben, az Indianapolisban rendezett junior-világbajnokságon a 4 × 100 méteres férfi gyorsváltó tagjaként (Karol Ostrowski, Bartosz Piszczorowicz, Jakub Kraska) ezüstérmet szerzett, 50 méter háton pedig bronzérmet. Ugyanitt az ötödik helyen került be a 100 hát döntőjébe, s ahol ugyancsak az ötödikként ért célba. Budapesten, a 2017-es úszó-világbajnokságon 50 méter háton állt rajthoz, de csak a 31. helyen végzett.